# سیارک ۲۱۸۰۱
سیارک ۲۱۸۰۱ (به انگلیسی: 21801 Ancerl، نامگذاری:1999TW3) بیست و یک هزار و هشتصد و یکمین سیارک کشف شده‌است که در ۲ اکتبر ۱۹۹۹ کشف شد.
قدر مطلق سیارک برابر ۱۷٫۸ است.